# Dicranota neomexicana
Dicranota neomexicana är en tvåvingeart. Dicranota neomexicana ingår i släktet Dicranota och familjen hårögonharkrankar.

## Underarter
Arten delas in i följande underarter:
- D. n. neomexicana
- D. n. subtruncata